# 李玲玉
李玲玉（1963年4月9日—），出生于上海，籍貫江苏扬州，中国歌手、影视演员、越剧演员、主持人；成名后被媒體与大众冠以“甜歌皇后”、“甜妹子”等稱號，1990年代曾是香港大地唱片有限公司的签约歌星。

## 主要经历
1963年4月9日，李玲玉出生於中国上海一個普通工人家庭，有兩個哥哥，後就讀於復旦大学附属中學和上海虎林中學。据她自己说，因为母亲是阮玲玉的影迷，所以给女儿起名叫李玲玉。
1980年，李玲玉正式加入北京红旗越剧团，并接受严格的专业训练，学了3年的徐派小生；1984年，李玲玉第二次报考东方歌舞团，并顺利通过考试。进入歌舞团后主攻日本与东南亚歌舞，后被唱片商选中，转往流行歌坛发展。
1985年，东方歌舞团为其灌录第一张个人专辑《东方新秀李玲玉》。接着，李玲玉发行了许多畅销专辑，《甜、甜、甜》专辑销量更是突破800万盘，其中翻唱自台湾歌手韩宝仪的《你潇洒我漂亮》在中国大陆广为传唱。作为当时最有代表性、唱片发行量最大的歌手之一，李玲玉曾荣获第二届中国金唱片奖。
1986年，李玲玉因电视剧《西游记》中的「玉兔精」一角广受好评，由其演唱的插曲《天竺少女》传遍大江南北。中小学文艺表演时，常常出现以《天竺少女》为背景音乐的印度歌舞。
此外，李玲玉还参演过多部高口碑或高收视影视，如电影《奇情侠侣》、《红楼梦》，电视剧《编辑部的故事》，及后来的《孝庄秘史》、《新京華煙雲》等。
1990至1992年，红极一时的李玲玉连续三年登上央视春晚的舞台，表演戏曲小品《拷红》（与雷英、小香玉、吴琼合作），演唱《牧野情歌》、《山寨相亲》及《大步流星奔小康》（与吴琼合唱）。
1993年，李玲玉加入香港大地唱片有限公司。但是，形象包装与演唱風格的轉變，導致歌迷和自己都不適應，因此罹患抑鬱癥，甚至一度想要自殺。
1994年，李玲玉前往日本主持電視音樂節目，历时两年半，期间接拍了一些广告。
之后，李玲玉重回内地文艺界，参加或主持文艺演出、综艺节目，参演多部影视剧，并为一些影视剧配唱主题曲。
2005年，李玲玉投资100万制作了新专辑《美人吟》，同时注册了自己的文化公司——华玉天地文化传播有限公司，致力于培养演艺新人。同年4月13日，中国第一部可通过手机下载的网络三维音乐剧《今生奇遇》正式对全球播放，李玲玉扮演太阳女神“玉”一角；12月，被聘出任对外经济贸易大学继续教育学院“艺术教育方向兼职教授”。
2012年11月24日，在北京展览馆剧场举办演唱会。同年12月5日，发行EP《闻见李玲玉》，并宣布成立个人工作室。
2013年1月5日，在上海大剧院举办演唱会。同年3月，担任第15届青歌赛山东赛区评委。
2020年11月13日，参演湖南卫视全民音乐互动综艺《嗨唱转起来》第二季，演唱《天竺少女》。
2021年12月28日，李玲玉主演的《大妈的世界》宣布定档，于12月30日12:00腾讯视频全网独家首播。

## 家庭生活
李玲玉在21歲時，與同屬東方歌舞團的胡平結婚，于6年後的1990年離婚。1998年，與加拿大猶太裔商人傑瑞·摩根結婚，2000年育有一子傑希，2005年離婚。

## 个人专辑
- 1985年《东方新秀李玲玉》
- 1986年《褐色的夜》
- 1987年《午夜街头》、《甜、甜、甜》、《甜歌皇后》、《甜中甜》、《甜上甜》、《是否把我忘记》、《蓝色跑车》、《甜在心里》、《回到往日好时光》、《笑笑没烦恼》、《情人与彩虹》、《甜歌特辑》、《最爱的歌》、《卿卿呢语》、《爱情的梦》、《李玲玉在新加坡》、《爱的风铃》、《李玲玉泪洒歌坛演唱会》、《李玲玉情洒歌坛演唱会》、《撒情网》、《人生嘉年华》
- 1993年《女人心绪》
- 1994年《我心依然》
- 2005年《美人吟》[註 1]
- 2008年《粉红色的回忆》
- 2012年《闻见李玲玉》

## 影视作品
| 时间   | 类型   | 片名             | 角色            | 備註 |
| ------ | ------ | ---------------- | --------------- | ---- |
| 1987年 | 电视剧 | 西游记           | 玉兔精/天竺公主 |      |
| 1988年 | 电 影  | 奇情侠侣         | 丁丁/吴奇       |      |
| 1989年 | 电 影  | 红楼梦           | 尤三姐          |      |
| 1989年 | 电 影  | 江湖妹子         | 歌星            |      |
| 1990年 | 电 影  | 第九号悬案       | 苏春妮          |      |
| 1990年 | 电 影  | 石库门风情       |                 |      |
| 1992年 | 电视剧 | 编辑部的故事     | 费丽丽          |      |
| 1993年 | 电视剧 | 海马歌舞厅       |                 |      |
| 1994年 | 电视剧 | 临时家庭         |                 |      |
| 2002年 | 电视剧 | 快嘴李翠莲2      |                 |      |
| 2002年 | 电视剧 | 孝庄秘史         | 贵太妃          |      |
| 2010年 | 电 影  | 日照重庆         | 方慧            |      |
| 2011年 | 电视剧 | 我不曾放纵的青春 |                 |      |
| 2012年 | 电 影  | 惊魂游戏         |                 |      |
| 2012年 | 纪录片 | 北京记忆         | 自己            |      |
| 2012年 | 电视剧 | 强子的幸福       |                 |      |
| 2013年 | 电 影  | 别跟我谈高富帅   |                 |      |
| 2013年 | 电视剧 | 戎装女人         | 明可欣          |      |
| 2013年 | 电视剧 | 恋歌             |                 |      |
| 2014年 | 电视剧 | 新京華煙雲       | 姚母            |      |
| 2014年 | 电视剧 | 爱情最美丽       |                 |      |
| 2015年 | 电视剧 | 抓住彩虹的男人   | 江夫人          |      |
| 2015年 | 电视剧 | 曹操             | 丁夫人          |      |
| 2016年 | 电 影  | 不朽的时光       | 方紫云          |      |
| 2017年 | 纪录片 | 西游记：张掖寻踪 | 自己            |      |
| 2017年 | 电视剧 | 极光之恋         | 雷彩英          |      |
| 2018年 | 电 影  | 股权风云         |                 |      |
| 2019年 | 电 影  | 飞驰人生         | 朱春娟          |      |
| 2020年 | 电视剧 | 黑河风云         |                 |      |
| 2021年 | 电视剧 | 大妈的世界       | 王于田          |      |
| 2022年 | 电视剧 | 家有姐妹         | 玲姨            |      |
| 2022年 | 电视剧 | 家有姐妹：贺岁篇 | 玲姨            |      |